# Gare de Fareham
La Gare de Fareham est une gare ferroviaire de la Ligne de la Côte de l'Ouest (en) qui relie la gare de Brighton à la gare centrale de Southampton et le terminus sud-est de la Ligne Eastleigh–Fareham (en). Elle est située à proximité de la ville de Fareham, dans le comté Hampshire en Angleterre, au Royaume-Uni.
Ouverte en 1841, elle est desservie par les trains de la South Western Railway, de la Southern et de la Great Western Railway.

## Situation ferroviaire
La gare de Fareham est un nœud ferroviaire : elle est située sur la Ligne de la Côte de l'Ouest (en), entre la gare de Swanwick (en), en direction du terminus ouest à la gare centrale de Southampton (en), et la gare de Portchester (en), en direction du terminus ouest à la gare de Brighton ; gare de bifurcation, elle est le terminus sud-est de la Ligne Eastleigh–Fareham (en).

Plans des lignes
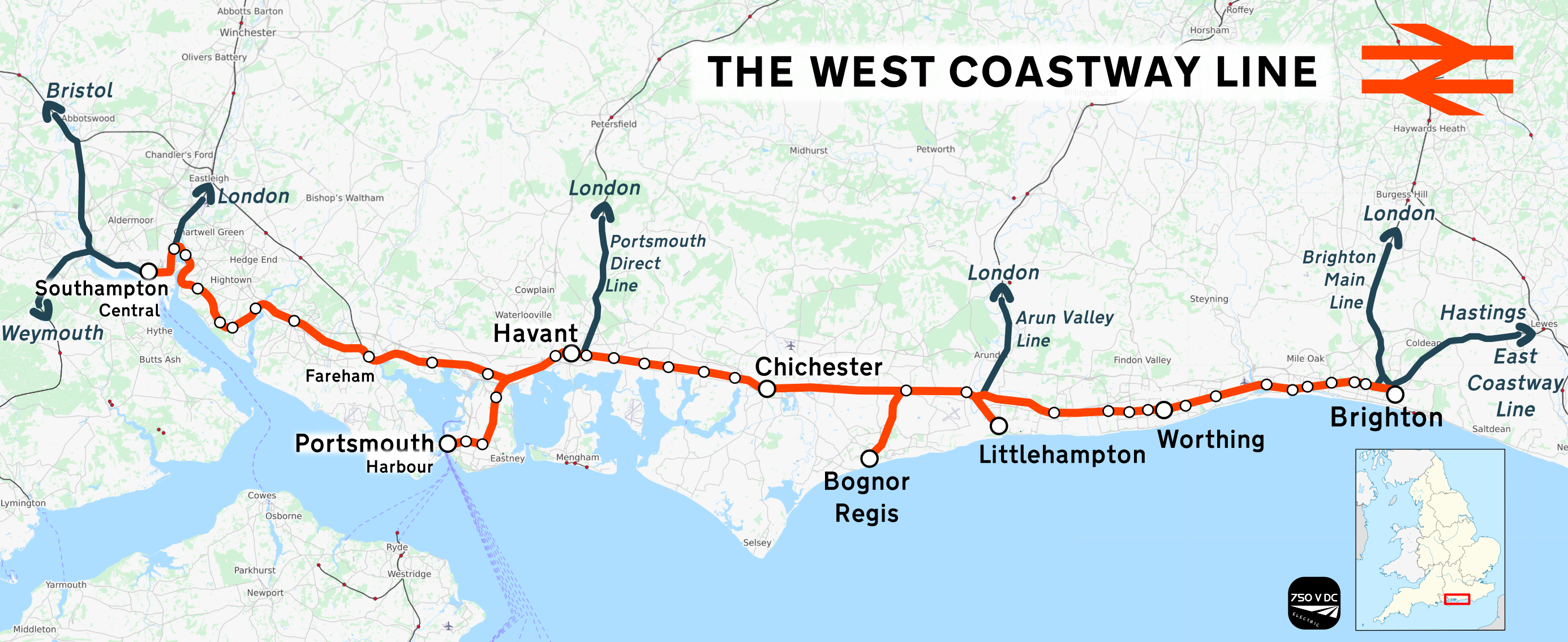
Ligne de la Côte de l'Ouest (en)
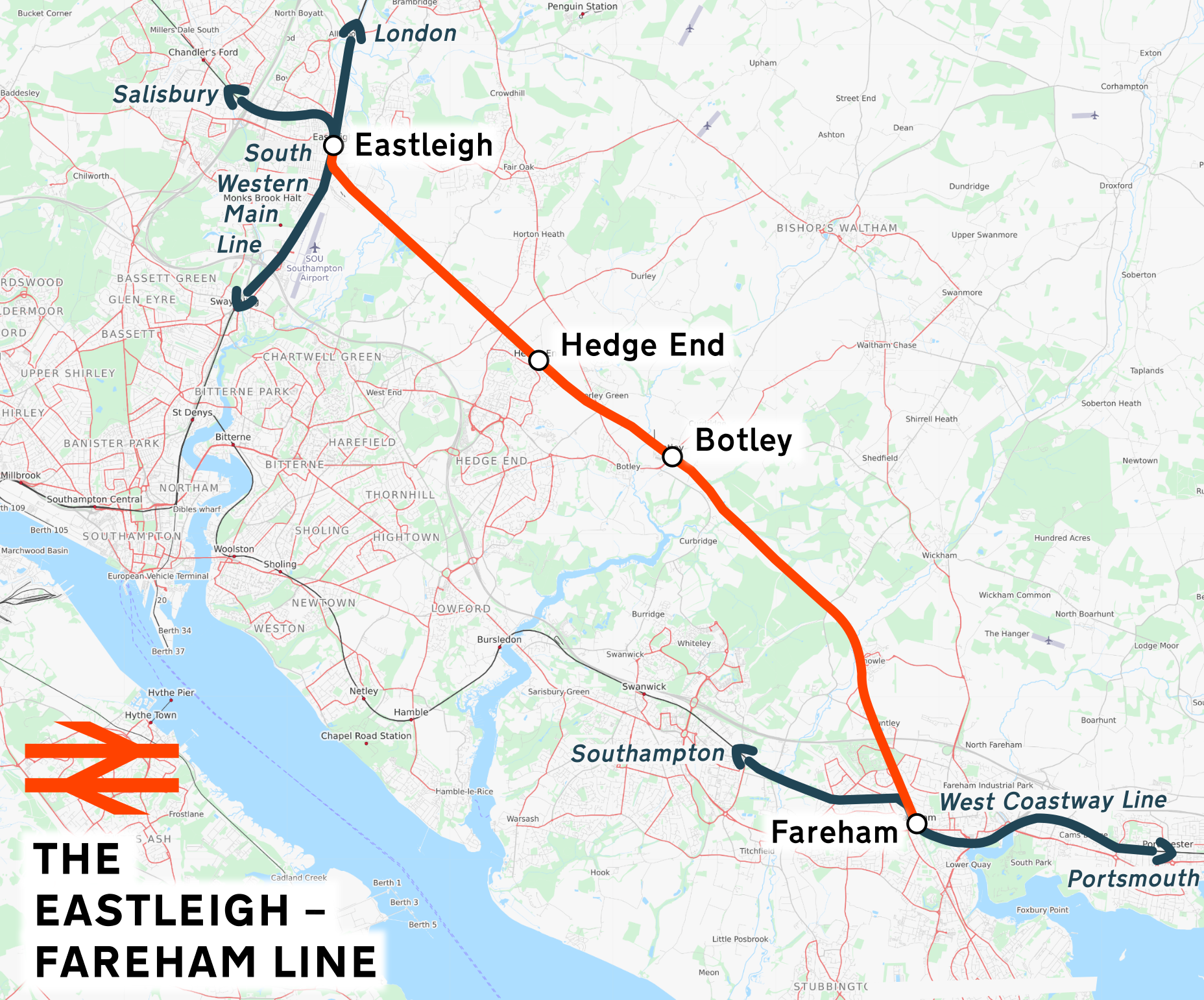
Ligne Eastleigh–Fareham (en)

## Histoire
La gare de Fareham est mise en service le 29 novembre 1841, lors de l'ouverture à l'exploitation de la ligne d'Eastleigh à Gosport par la Ligne de Londres et du Sud-Ouest (en) (LSWR).

## Service des voyageurs

### Accueil
La gare dispose d'un bâtiment voyageurs avec personnel et une billetterie ouverte chaque jour. Elle est également équipée d'automates pour l'achat de titres de transport. La gare est accessible aux personnes à la mobilité réduite. Elle dispose notamment de toilettes et de boutiques pour la restauration.
Elle dispose de trois voies qui desservent un quai latéral et les deux côtés d'un quai central. Deux passerelles, dont l'une avec des ascenseurs, permettent le passage d'un quai à l'autre.

Installations
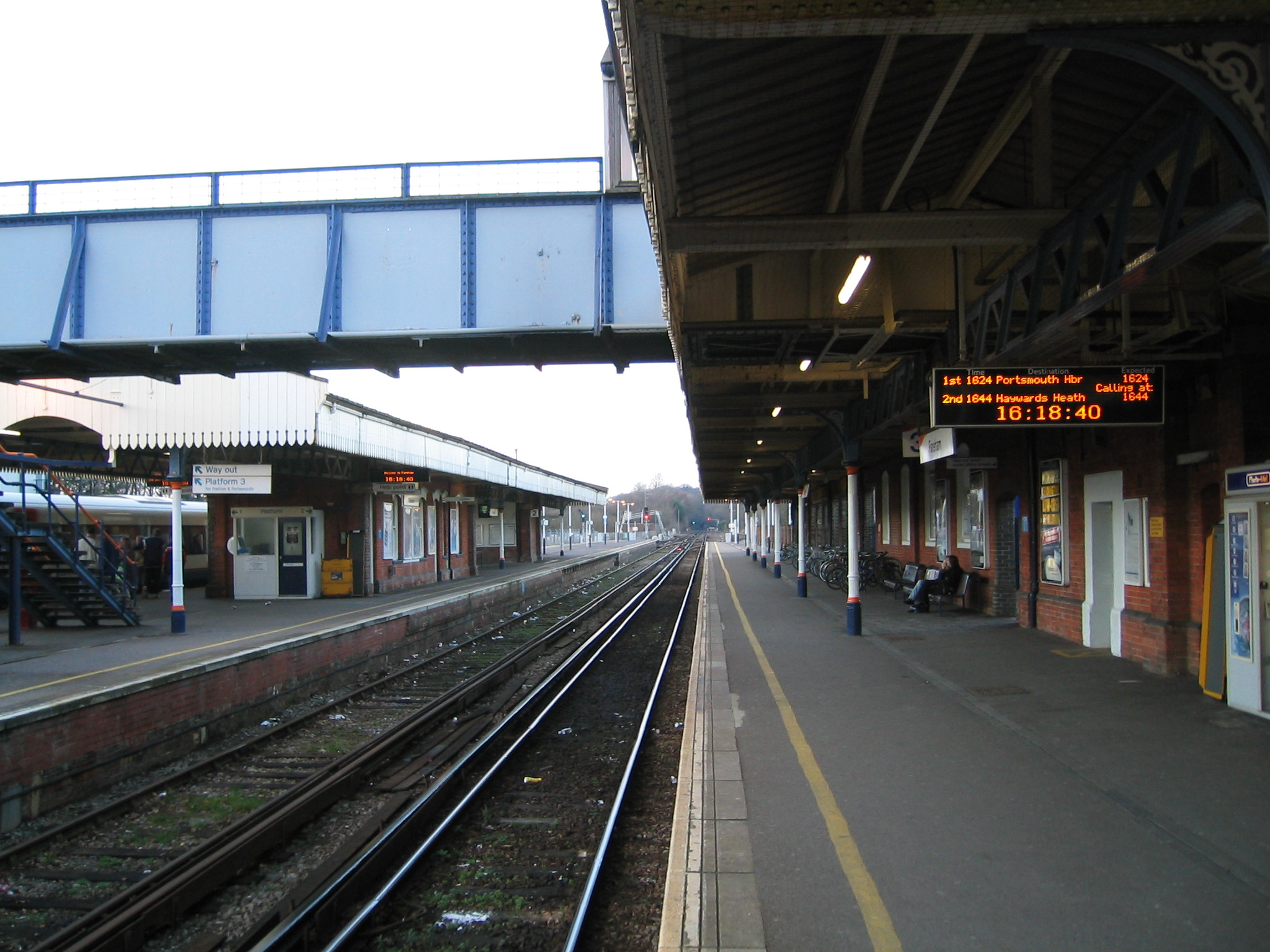
En 2006
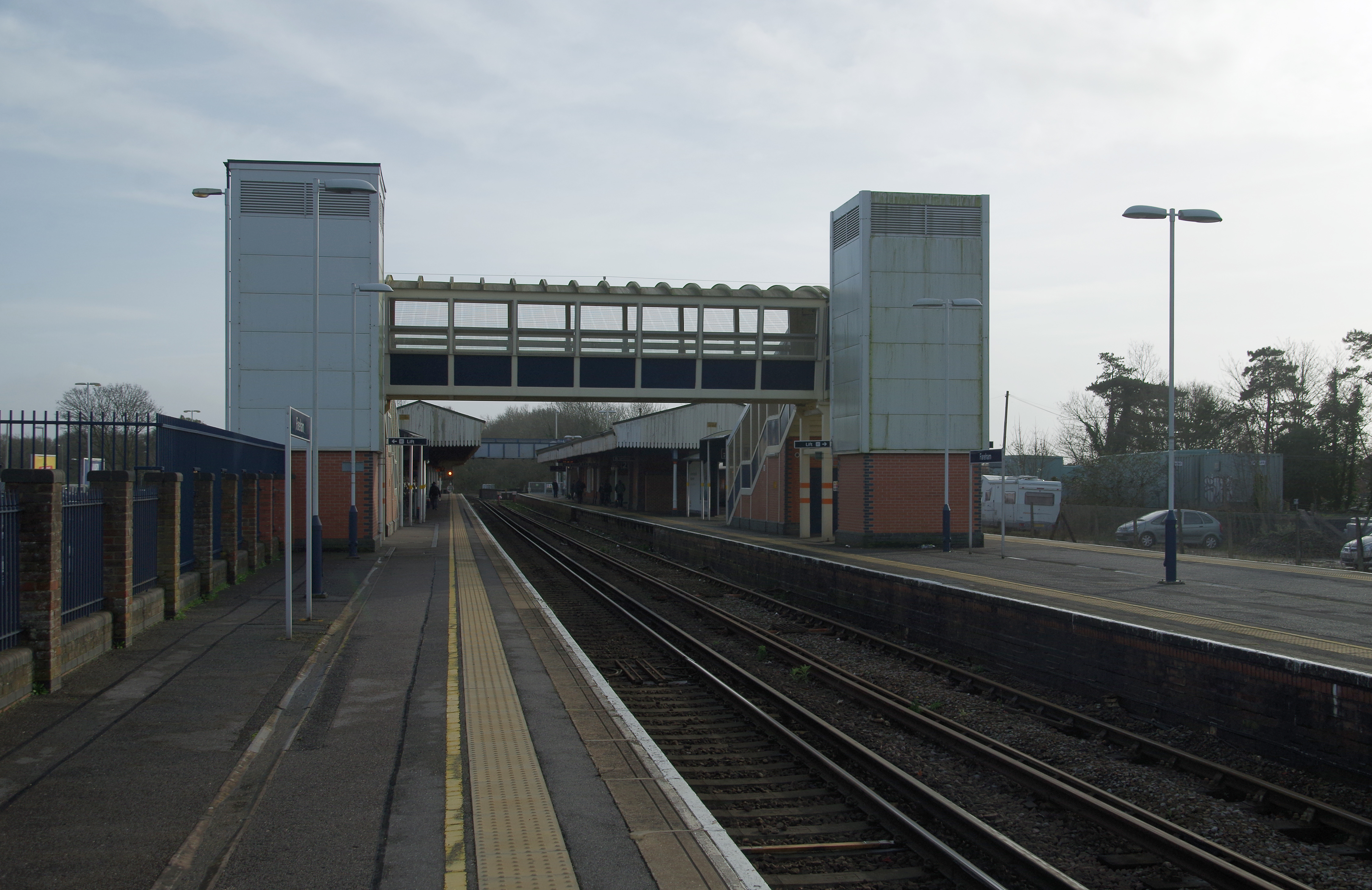
En 2015.

### Desserte

Dessertes
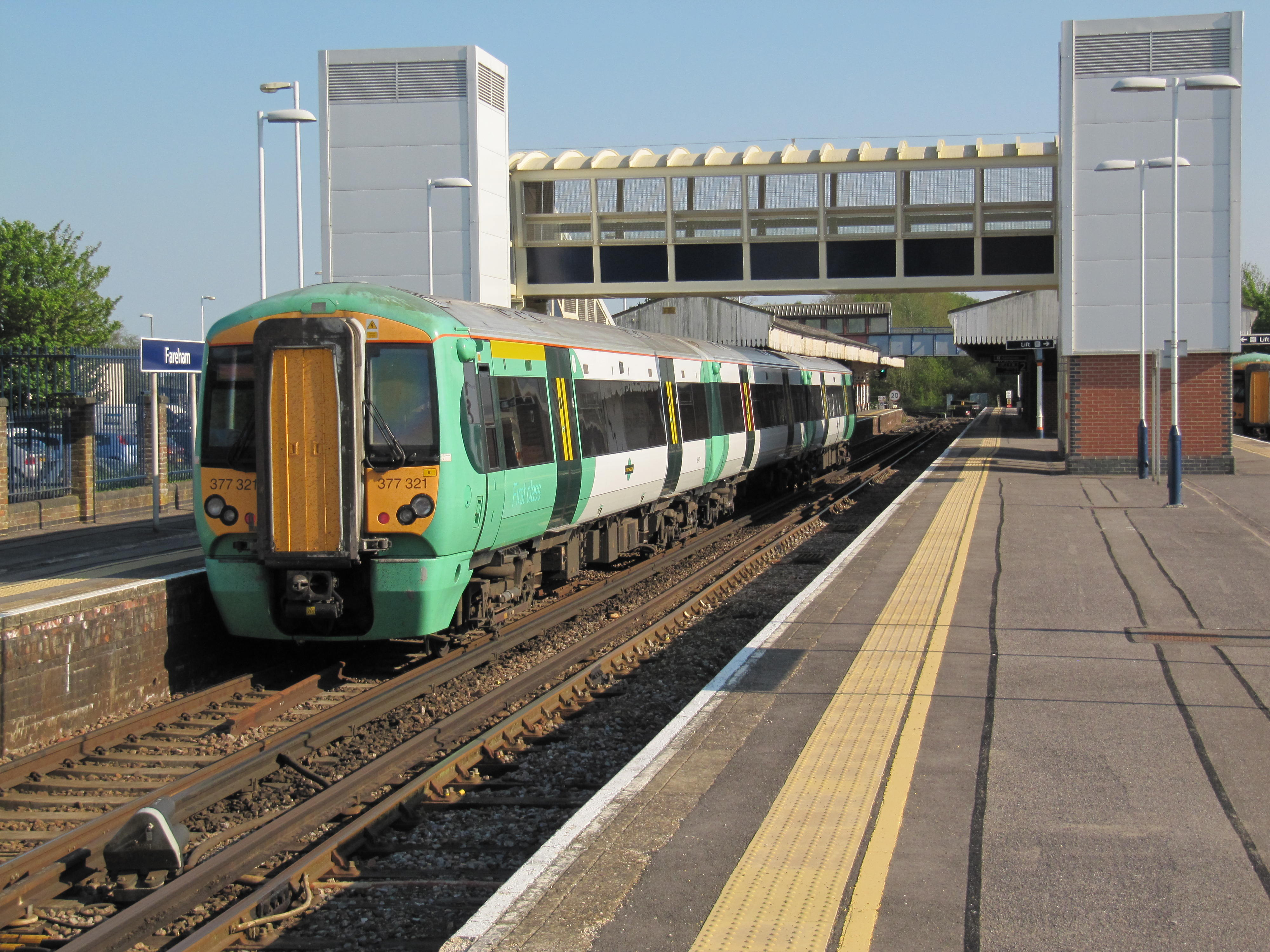
En 2011.
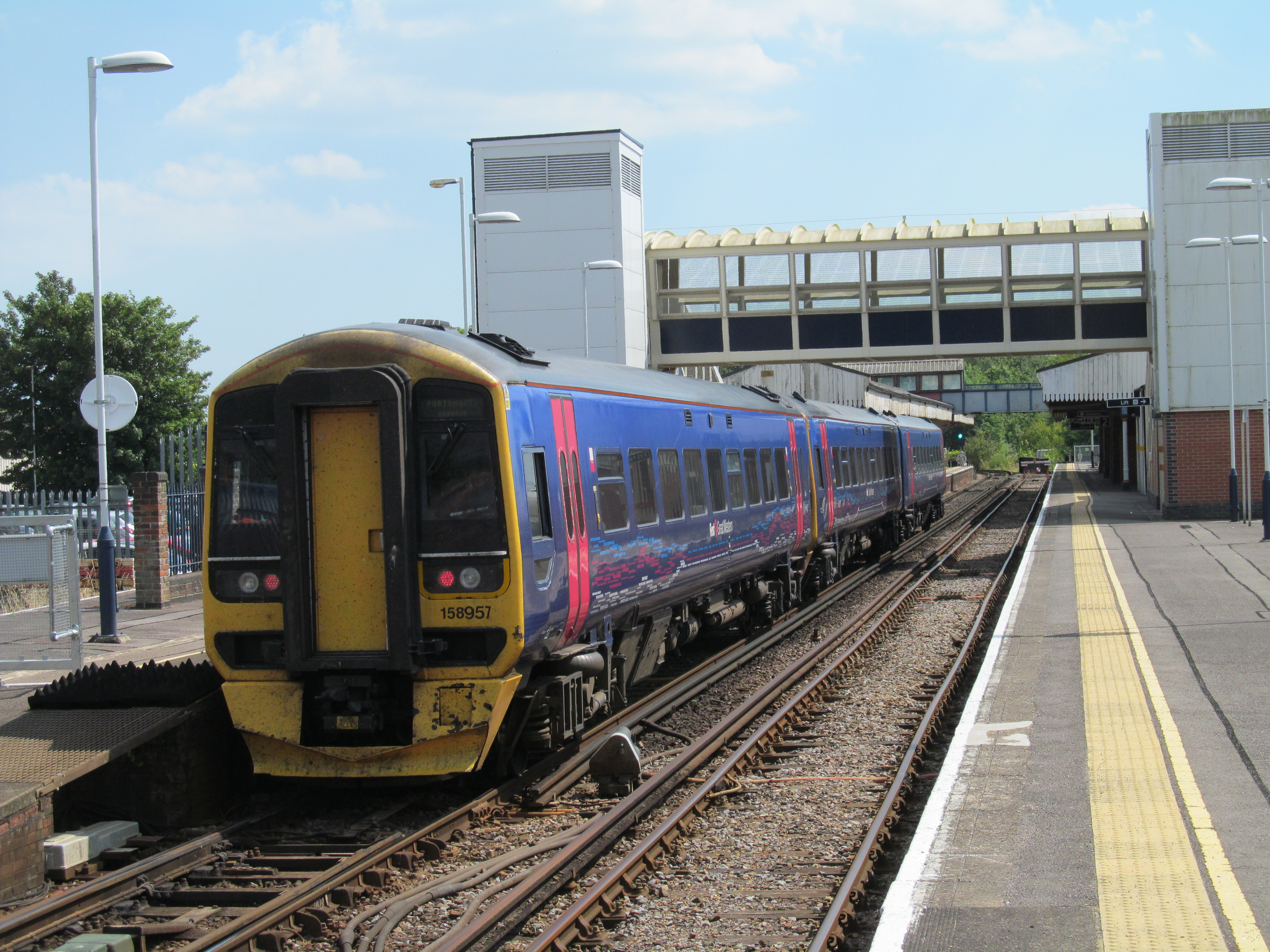
En 2014.
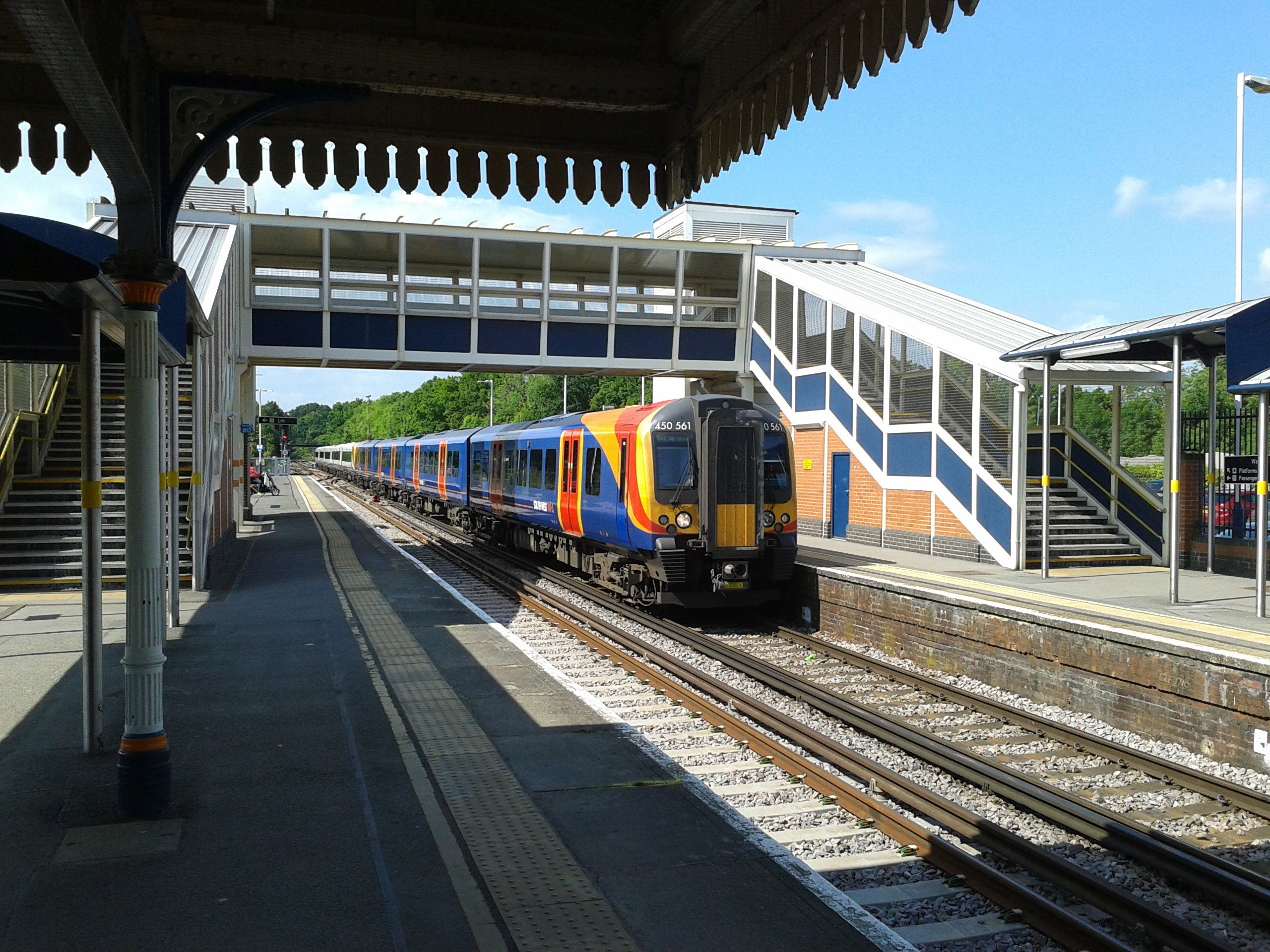
En 2017.

### Intermodalité
La gare est aménagée pour le transport des vélos et dispose d'un lieu de stockage pour 266 vélos. Elle dispose d'un parking pour les véhicules et d'arrêts à proximité pour les bus et les taxis,.